# Тадж-Бек
Тадж-Бек (пушту د تاج بېګ ماڼۍ‎, дари قصر تاج بيگ; также Топайи-Таджбек дари تپه تاج بیگ, дворец Амина) — королевский дворец в юго-западной части Кабула.

## История
Тадж-Бек был возведён по проекту приглашённых Аманулла-ханом архитекторов из Германии в середине 1920-х годов для проживания королевской семьи. Местоположением дворца, по совету архитекторов, стала возвышенность в десяти километрах от Кабула.
27 декабря 1979 года советскими специальными службами была проведена операция «Шторм-333», в ходе которой во дворце был ликвидирован президент Афганистана Хафизулла Амин. После штурма дворец был реконструирован и впоследствии являлся расположением штаба советской 40-й армии и главного политического управления армии Афганистана до февраля 1989 года.
Дворец сильно пострадал в годы, прошедшие после ухода Советского Союза из Афганистана, когда различные группировки моджахедов боролись за контроль над Кабулом.
Афганское правительство совместно с правительством Германии разработало планы реконструкции дворца. Аналогичный план был утвержден и для соседнего дворца Дар-уль-Аман, который был полностью отремонтирован и открыт в День независимости Афганистана в августе 2019 года.
В начале 2021 года дворец Тадж-Бек был практически полностью восстановлен.